# 39 ليتيشيا
ليتيشيا (أو 39 ليتيشيا وفق تسمية الكوكب الصغير) (بالإنجليزية: 39 Laetitia)‏ هو كويكب ضمن حزام الكويكبات؛ وهو الكويكب التاسع والثلاثون من حيث ترتيب الاكتشاف.
اكتشف جان شاكورناك هذا الكويكب في الثامن من فبراير سنة 1856؛ وأسماه «ليتيشيا»، وهو من ألقاب سيريس، إحدى الآلهة وفق الأساطير الرومانية.